# Doña Mariquita de mi corazón (película)
Doña Mariquita de mi corazón es una película de comedia mexicana de 1953 dirigida y protagonizada por Joaquín Pardavé, junto a Silvia Pinal y Fernando Fernández.

## Argumento
Dos hombres engañan a sus novias, usando el nombre de «doña Mariquita» como excusa para ver a sus esposas.

## Reparto
- Joaquín Pardavé como Ubaldo.
- Silvia Pinal como Paz Alegre.
- Fernando Fernández como Adolfo / Javier.
- Perla Aguiar como Mari Tere.
- Agustín Isunza como Leo.
- Óscar Pulido como Rogelio.
- Fanny Schiller como Doña Micaela.
- Alfredo Varela "Varelita" como José Luis.
- Gloria Mange como Marisa.
- Emperatriz Carvajal como Doña Mariquita.
- José Chávez
- María Herrero como Rosa, sirvienta.
- Francisco Llopis
- Carlos Robles Gil como Hombre bailando en cabaret.
- Manuel Trejo Morales
- Hernán Vera